# Samuel Bowser
Pour les articles homonymes, voir Bowser.
Samuel S. Bowser, connu sous le nom de Sam Bowser, né le 16 janvier 1957 à Middletown, dans l’État de New York (États-Unis), est un biologiste américain.

## Biographie
Sam S. Bowser, qui a mené de nombreuses expéditions de recherche en Antarctique, est spécialisé dans l'écologie et l'évolution physiologique des protistes, en particulier des foraminifères. Il est un ardent défenseur de l'enseignement des sciences, et en 2006, a été honoré par l'Association des professeurs de sciences de New York pour sa contribution exceptionnelle à l'apprentissage des sciences en K–12. Bowser préconise une collaboration entre l'art et la science et participe à des projets avec l'artiste Claire Beynon (en), le musicien Henry Kaiser et le cinéaste Werner Herzog.
Il travaille au Wadsworth Center (en) à Albany, (New York), ville où il habite.

## Honneurs et reconnaissance
- Un nouveau genre de foraminifères, le Bowseria arctowskii[2] a été nommé ainsi « en l'honneur du Dr Sam Bowser (USA), un protistologiste et explorateur polaire, qui a passé plusieurs années à étudier en Antarctique le monothalamous foraminifera et a énormément contribué à notre connaissance de sa biologie, de son écologie et de sa diversité » (Sinniger et al. (2008) Pol. Res polaires. 29:5-18).
- En 2005, une vallée située à l'est de la vallée de Crawford à Saint Johns Range (en), terre Victoria, a été baptisée Bowser Valley, par l'US-ACAN (Comité de conseil américain pour les noms en Antarctique), en reconnaissance de ses travaux de recherche dans l'Antarctique.

## Publications (sélection)
- Suhr SB, Alexander SP, Gooday AJ, Pond DW, Bowser SS, « Trophic modes of large Antarctic Foraminifera: roles of carnivory, omnivory, and detritivory », Marine Ecology Progress Series, Inter-Research, vol. 371,‎ 2008, p. 155–164 (lire en ligne)

- Pawlowski J, Majewski W, Longet D, Guiard J, Cedhagen T, Gooday AJ, Korsun S, Habura A, Bowser SS, « Genetic differentiation between Arctic and Antarctic monothalamous foraminiferans », Polar Biology, Springer Science+Business Media, vol. 31, no 10,‎ 2008, p. 1205–1216 (DOI 10.1007/s00300-008-0459-3, lire en ligne)

- Bernhard JM,  Bowser SS, « Peroxisome proliferation in Foraminifera inhabiting the chemocline: An adaptation to Reactive Oxygen Species exposure? », Journal of Eukaryotic Microbiology, Wiley-Blackwell, vol. 55, no 3,‎ 2008, p. 135–144 (PMID 18460150, PMCID 2744378, DOI 10.1111/j.1550-7408.2008.00318.x, lire en ligne)

- Habura A, Goldstein ST, Broderick S, Bowser SS, « A bush, not a tree: The extraordinary diversity of cold-water basal foraminiferans extends to warm water environments », Limnology & Oceanography, American Society of Limnology and Oceanography, vol. 53, no 4,‎ 2008, p. 1339–1351 (DOI 10.4319/lo.2008.53.4.1339, lire en ligne)

## Filmographie
Samuel Bowser apparaît dans Rencontres au bout du monde, un film documentaire américain de 2007 réalisé par Werner Herzog.